# Leges Liciniae Sextiae
Die Leges Liciniae Sextiae (lateinisch „Gesetze des Licinius und des Sextius“) sind die bei Livius überlieferten, auf die Volkstribunen des Jahres 367 v. Chr., Gaius Licinius Stolo und Lucius Sextius Lateranus, zurückgehenden Gesetze (leges), die, neben einem Ackergesetz, die entscheidenden Bestimmungen für die Entwicklung der Staatsverfassung der römischen Republik enthielten: An der Spitze des Staates standen fortan zwei Konsuln, von denen nun einer Plebejer sein konnte oder, so Livius, sein musste, unter ihnen für die Rechtsprechung zuständig ein Prätor, dazu zwei kurulische Ädilen, die abwechselnd von Plebejern und Patriziern gestellt wurden.
Mit den leges Liciniae Sextiae war nach Einsatz des wichtigsten Druckmittels der Plebejer, ihrem Auszug aus der Stadt und ihrer Arbeitsverweigerung im Rahmen einer secessio plebis, erstmals geregelt worden, dass selbst die höchsten mit imperium (militärische Befehlsgewalt) versehenen Ämter des cursus honorum, das Konsulat und die Praetur, mit Vertretern der plebs besetzt werden konnten.